# Meine ernte Mietgarten
meine ernte ist ein deutsches Unternehmen mit Sitz in Bonn, das seit 2009 saisonale Mietgärten für Privatpersonen anbietet. Das Unternehmen startet in der ersten Saison mit 6 Standorten (z.B. Düsseldorf, Frankfurt, Wiesbaden, Bonn) und erweitert seitdem das Angebot. Im Jahr 2025 lag die Anzahl der Standorte in Deutschland bei rund 25.

## Geschichte
Das Unternehmen wurde 2009 von Wanda Ganders und Natalie Kirchbaumer gegründet. Früh wurden die Angebote in Kooperation mit landwirtschaftlichen Betrieben in der Nähe größerer Städte umgesetzt. Die Idee zu meine ernte entstand, als die Gründerinnen sich bewusst wurden, dass es insbesondere in städtischen Wohnräumen kaum Möglichkeiten zum eigenen Gemüseanbau gibt, trotz des Wunsches nach gesunder Ernährung und Selbstversorgung. Natalie Kirchbaumer erläuterte in einem Interview, dass man auch ohne eigenen Garten in der Stadt gärtnern könne, wenn man ein Komplettpaket aus vorbepflanztem Beet, Werkzeug, Wasser und Beratung erhält.

## Angebot und Geschäftsmodell
Kundinnen und Kunden mieten vorbepflanzte und eingesäte Gemüsegärten jeweils für eine Saison und übernehmen Pflege und Ernte eigenständig. Die Saison dauert in der Regel von April/Mai bis Oktober. In der Berichterstattung werden unterschiedliche Parzellengrößen genannt (z. B. ca. 45 m² und 90 m²) sowie Beispielpreise pro Saison.

## Standorte
Die Mietgärten entstehen in Kooperation mit regionalen Landwirtschaftsbetrieben an zahlreichen deutschen Standorten, u. a. im Ruhrgebiet (z. B. Bochum, Herne, Essen) und im Raum Stuttgart. Für 2023 nannte die regionale Presse deutschlandweit etwa 25 Standorte; für 2024 berichten Lokalmedien teils von „mehr als 30“ Standorten.

## Produkte und Kooperationen
Neben den Mietgärten vertreibt meine ernte verschiedene Produkte rund um den Gemüseanbau. Dazu gehören unter anderem Anzucht-Sets, Pflanzzubehör, Saatgut sowie digitale Ratgeber. Ein Teil des Sortiments wird über Kooperationspartner angeboten: So finden sich Produkte von meine ernte etwa im Sortiment von Hornbach, über den Online-Händler Blume2000, oder in Zusammenarbeit mit einigen regionalen Gartencentern.

## Rezeption
Das Konzept der saisonalen Mietgärten wird regelmäßig in regionalen und überregionalen Medien aufgegriffen, etwa in der Berichterstattung zu einzelnen Standorten und zur Entwicklung des Angebots.